# Weta Tenzan Chain Maille
Weta Tenzan Chain Maille es una división de Weta Limited, el grupo de empresas cinematográficas copropiedad de Peter Jackson, en colaboración con Fred Tang de Tenzan Production, que fabrica cotas de malla. La empresa fue creada en 2000, a partir del trabajo requerido para la película El Señor de los Anillos: la Comunidad del Anillo.
Por el intensivo empleo de mano de obra que precisa la fabricación de cotas de malla, las películas antiguas tendían a usar bien ropa pintada (como los jerséis de lana pintados de Monty Python and the Holy Grail), que en primer plano ni se pueden grabar y que incluso en los planos largos tienen un aspecto lamentable; o bien armaduras reales de cota de malla, que son muy pesadas. Weta ha inventado una técnica de fabricación de anillas mediante inyección de PVC en moldes entrelazados. Tras su desmoldeo son cromadas con una capa muy fina de metal que les da un aspecto de auténtico acero. La malla de PVC tiene, por tanto, exactamente el mismo aspecto que una cota de malla real, se mueve como si fuera de metal, pero tiene un tercio del peso que tendría en acero, y es mucho más barata.[cita requerida] Estas mallas pueden ser reparadas fácilmente en el mismo escenario de rodaje. Weta también fabrica cotas de malla de aluminio o de acero para las escenas en las que se precise una calidad extraordinaria.
Para las películas de la trilogía de El Señor de los Anillos se precisaban cotas tanto para los protagonistas como para los cientos de extras que aparecían en ellas. Sin embargo para estas películas aún no estaba disponible  la técnica descrita de inyección de PVC en moldes, sino que se formaron anillas de PVC con alambre de ese material, se cromaron y se ensamblaron a mano una a una para formar la malla. Se realizaron 12,5 millones de engarces para conseguir siete mil cotas de malla, un proceso extraordinariamente laborioso, como se puede imaginar. Como en las anillas quedaba algún borde rugoso por el proceso de cromado, a los dos trabajadores que realizaron la gran mayoría de los engarces se les borraron las huellas dactilares de los índices y pulgares.
El proceso de inyección se ha utilizado para las armaduras de la película Kingdom of Heaven, con mejores resultados.